# Andreas Kofler (Architekt)
Andreas Kofler (* 1978 in Meran) ist ein italienischer Architekt, Stadtplaner, Autor und Kurator. Er ist Dozent an der Nationalen Hochschule für Architektur Versailles (ENSAV) und war von 2018 bis 2024 Kurator und stellvertretender künstlerischer Leiter des Schweizerischen Architekturmuseums (S AM) in Basel.

## Biographie
Kofler studierte ab 1997 Architektur in Wien und Madrid. 2005 diplomierte er mit einer theoretischen Arbeit über alpine Architektur an der Technischen Universität Wien bei Peter Mörtenböck. Im Anschluss arbeitet er für zahlreiche Büros: u. a. für Theo Deutinger, Rem Koolhaas’ OMA/AMO, l’AUC, Dominique Perrault. Von 2018 bis 2024 war er Kurator bzw. stellvertretender künstlerischer Leiter am Schweizerischen Architekturmuseum (S AM) in Basel. Er ist regelmäßiger Beitragender der Zeitschrift L’Architecture d’Aujourd’hui, unterrichtet seit 2017 an der École Nationale Supérieure d’Architecture de Versailles (ENSAV).

## Ausstellungen als Kurator (Auswahl)
- Architectures japonaises à Paris 1867–2017. Pavillon de l’Arsenal, Paris, 2017[6]
- mit Magdalene Schmidt, Armando Ronca – Architektur der Moderne in Südtirol 1935–1970, Kunst Meran, Meran, 2017[7]
- Lake Como Design Fair, Kurator der Architektursektion, Como, 2019[8]
- am Schweizerischen Architekturmuseum (S AM), Basel: Dichtelust (2018), Unterm Radar (2019), Basel 2050 (2020), Mock-Up (2021) Napoli Super Modern (2022), Homo Urbanus (2023), Was wäre wenn (2024), Soft Power (2024)[9]

## Publikationen (Auszug)

### Als Autor
- Architectures japonaises à Paris 1867–2017. Pavillon de l’Arsenal, Paris 2017, ISBN 978-2-35487-038-6.
- Bourse du Commerce – Collection Pinault. Archibooks, Paris 2020, ISBN 978-2-35733-543-1.
- Death as Timeline Event, in: Platform Urbanism and Its Discontents. nai010 publishers, Rotterdam 2021, ISBN 978-94-6208-615-9.
- Another Angle, in: Tane Garden House. Vitra Design Museum, Weil am Rhein 2023, ISBN 978-3-945852-62-0.

### Als Herausgeber
- mit Magdalene Schmidt, Jörg Stabenow: Armando Ronca – Architektur der Moderne in Südtirol 1935–1970. Park Books, Zürich 2017, ISBN 978-3-03860-061-9.
- Dichtelust. Formen des urbanen Zusammenlebens in der Schweiz. Christoph Merian Verlag, Basel 2018, ISBN 978-3-85616-882-7.
- mit Bernadette Krejs: Cartography of smallness: Learning from Japan – Kleinmaßstäbliche Nachverdichtung in Wien. Technische Universität Wien, Institut für Architektur und Entwerfen, Wien 2018, ISBN 978-3-902422-57-6.
- Novartis Campus – Pavillon. AMDL CIRCLE & Michele De Lucchi. Christoph Merian Verlag, Basel 2022, ISBN 978-3-85616-979-4.
- mit Andreas Ruby: Was wäre wenn – Ungebaute Architektur in der Schweiz.[10] Christoph Merian Verlag, Basel 2023, ISBN 978-3-85616-997-8.
- mit Goran Mijuk: Novartis Campus Guide. Christoph Merian Verlag, Basel 2024, ISBN 978-3-03969-028-2.
- Ein Haus für die Architektur. Turris Babel #135 – 10/2024. Architekturstiftung Südtirol, Bozen, ISSN 2281-3292.

DAM Architectural Book Award 2024 für Was wäre wenn – Ungebaute Architektur in der Schweiz.